# Central Islands (Torres Strait)
Central Islands bezeichnet eine Inselregion im Verwaltungsbezirk Torres Shire des australischen Bundesstaats Queensland. Zum Gebiet zählen einige Torres-Strait-Inseln in der Mitte und im Osten der Wasserstraße Torres Strait.
In der Region liegen sehr viele kleine Inseln. Hierzu gehören etwa Zagai, Yam Island, Yorke Island, Coconut Island und Sue Island sowie die unbewohnten Bourke-Inseln.
Die flächenmäßig größte Insel der Central Islands ist das unbewohnte Sassie Island.